# Frères Goncourt
Pour les articles homonymes, voir Goncourt.

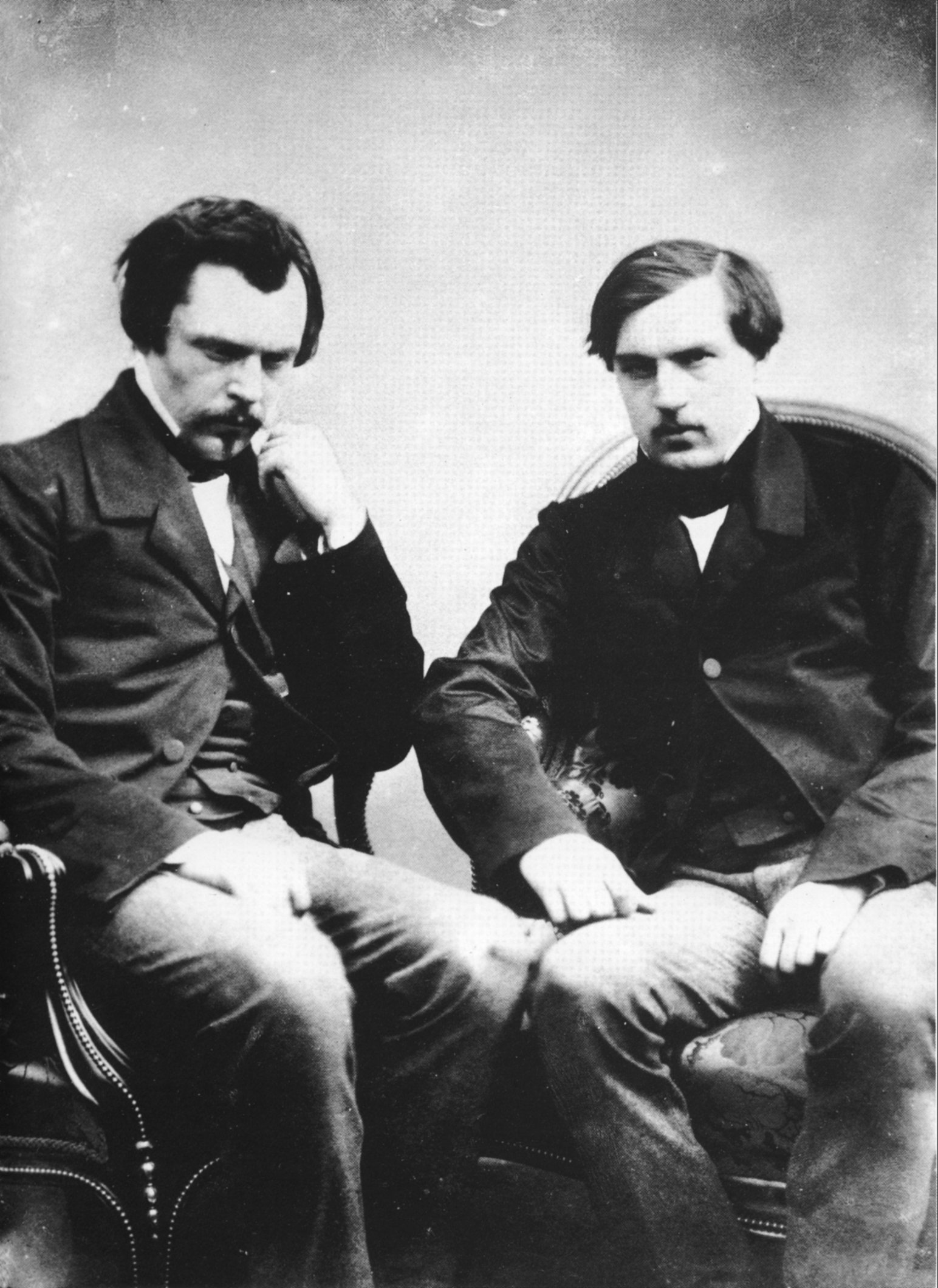
Photographie d'Edmond (à gauche) et Jules (à droite) de Goncourt par Félix Nadar.

Les frères Goncourt, Edmond de Goncourt (1822-1896) et Jules de Goncourt (1830-1870), sont deux écrivains, romanciers, historiens et diaristes français du XIXe siècle classés dans l'école naturaliste (précurseurs du mouvement ensuite théorisé par Emile Zola). Ils ont écrit en collaboration des romans comme Germinie Lacerteux, en 1865, roman qui s'inspire de la double vie de leur servante, ou La Lorette et L'Art du XVIIIe siècle (1859-1875). Ils détestent la philanthropie et la « bien-pensance », aiment Saint-Simon, le Père Duchesne, les mémorialistes (Chateaubriand). Leur œuvre la plus connue demeure leur Journal, dans lequel ils égratignent nombre de leurs contemporains, qui influencera de grands auteurs comme Gide, Barrès, Claudel, Larbaud, Jules Renard et Proust. Nietzsche y voit l'illustration ultime de l'esprit décadent. « Des bas-fonds de Paris aux dîners Magny en compagnie de Renan et Taine, du coup d'État de 1851 à la Commune, des mercredis de la princesse Mathilde aux dimanches chez Flaubert, du Grenier de leur hôtel d'Auteuil où se presse toute l'avant-garde littéraire aux soirées du baron de Rotschild, Edmond et Jules se posent en observateurs avertis du spectacle du monde ».  

## Biographie

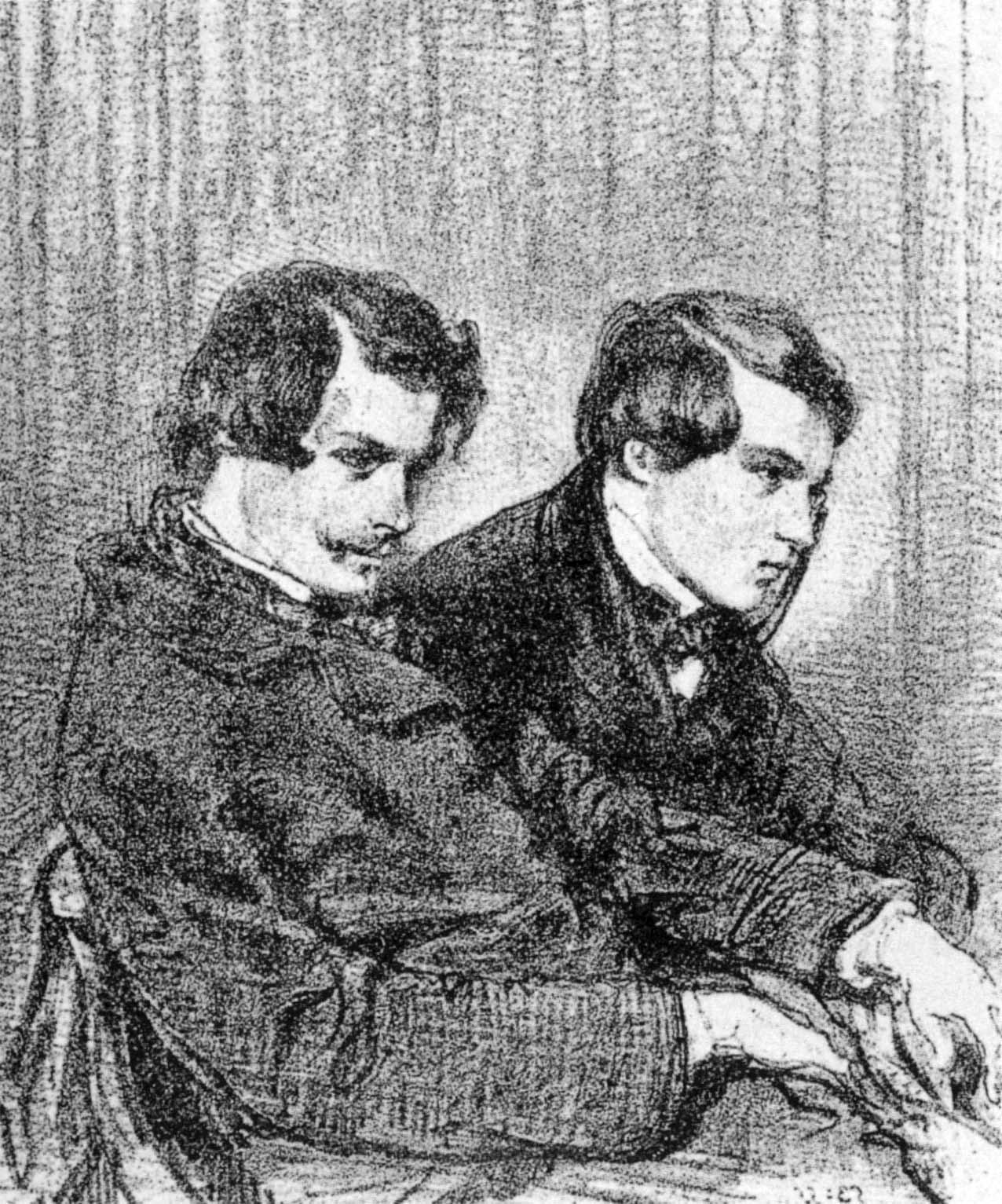
Edmond et Jules de Goncourt, par Paul Gavarni.

De modeste et récente noblesse lorraine, les frères Huot doivent leur nom de la commune de Haute-Marne de Goncourt. Petits aristocrates encore enracinés dans la bourgeoisie, leur famille paternelle a acquis la terre de Goncourt à la fin de l'Ancien Régime et a profité de la Révolution pour s'enrichir. C'est leur arrière-grand-père, Antoine Huot, officier des eaux et forêts, qui acquiert à Goncourt en 1786 la propriété d'une modeste maison, à laquelle est associé le titre de seigneur de Goncourt. Leur père, Marc-Pierre Huot de Goncourt, rejoint l'armée napoléonienne en 1804, dans laquelle il s'illustre. Il accepte de recevoir pour ses exploits la Légion d'honneur mais refuse de devenir l'aide de camp du roi à la Restauration. Leur grand-mère maternelle, qui continuait à porter le nom de son premier mari guillotiné, Madame de Courmont, passait pour une élégante aux mœurs légères du temps du Directoire.
Edmond naît en 1822 à Nancy et Jules en 1830 à Paris ; ils perdent assez jeunes leur père et leur sœur (emportée par le choléra) et se retrouvent profondément liés l'un à l'autre. Tous deux effectuent de brillantes études (Edmond intègre le lycée Henri-IV, puis les deux frères étudient au lycée Condorcet) et Edmond entame une carrière de comptable qu'il exècre. En 1848, ils perdent leur mère qu'ils idolâtrent et en sont effondrés ; par ailleurs, cet évènement renforce encore le lien entre les deux frères. Edmond dira à ce sujet : « Ma mère, sur votre lit de mort, vous avez mis la main de votre enfant chéri et préféré dans la mienne, en me recommandant cet enfant avec un regard qu’on n’oublie pas ». Il veillera sur son petit frère de façon quasiment paternelle jusqu'à sa mort.
L'année de la mort de leur mère, Edmond quitte son poste et les deux frères ainsi réunis décident de se consacrer à la littérature tout en brocantant. Ils s'essayent à tout : sous l'influence de leur tante Nephtalie de Courmont, qui leur a enseigné l'art de chiner, ils sont collectionneurs et deviennent à la fois artistes, antiquaires, historiens et romanciers. On dira même d'eux qu'ils s'intéressent plus aux objets qu'aux hommes, et ce seul intérêt suffira à réveiller leur sens de la discorde, puisqu'ils apprécient plus les bijoux révolutionnaires décorés de bleu, blanc et rouge. Les riches collectionneurs, les grandes institutions comme le Louvre auront recours à leur expertise. Leur collection de plus de mille dessins de l'école française du XVIIIe siècle est exposée pour la première fois en 1860; une partie est montrée lors de rétrospectives organisées par Charles Ephrussi et Gustive Dreyfus. La Comtesse Greffuhle, par l'entremise de son cousin Montesquiou, se la fera montrer. Louis II de Bavière réclame l'autorisation de la photographier. L'impératrice d'Allemagne, Winnaretta Singer, Leopold von Sacher-Masoch, l'impératrice Eugénie réclament à voir leur "musée" d'Auteuil. En 1851, au cœur de grands troubles politiques, ils essayent de publier leur premier ouvrage rédigé à quatre mains, En 18…, mais sans succès.
Ils s'essayent au journalisme, contribuant à la revue "L'Eclair" lancée par leur cousin Pierre-Charles de Villedeuil. L'expérience tourne court et leur vaudra un procès pour outrage à la morale publique et aux bonnes mœurs: les Goncourt traînent une fâme d' "orléanistes fougueux"" et se sont moqués de la comédienne Rachel, maîtresse en titre du cousin de Napoléon III. Le substitut au procureur les accuse d'être des "gens sans foi, ni loi, ni famille, des sacripants sans mère, ni sœur, des apôtres d'immoralité bons à mettre en lieu sûr". Le procès se termine par un blâme. 
Ils n'hésitent pas à pousser le partage de leurs deux existences jusqu'à partager la même maîtresse à partir de 1858 : Maria, sage femme et faiseuse d'anges, maîtresse de Jules depuis 1851. Maria leur dévoile la vie et les misères des femmes du bas-peuple de Paris.
Oisifs en apparence, ils prennent pourtant largement part au foisonnement culturel parisien et leur œuvre la plus importante, le Journal, est issue de l'observation poussée de leur contemporains : ils y décrivent Balzac, Mallarmé et d'autres de la pire façon, ce qui leur vaut leur réputation de grandes langues de vipère. Une des rares personnes envers laquelle ils seront élogieux est Théophile Gautier. Ce journal peu décrié fera regretter à Proust qu'Edmond ne s'en soit pas assez emparé après la mort de son frère tant il y voit un fort potentiel. 
Ils continueront de mener une vie semi-matérielle imprégnée de bonne entente et ponctuée de petits succès littéraires jusqu'à la mort prématurée de Jules, de la syphilis, à 39 ans, en 1870. De l'aveu d'Edmond, Jules était le véritable écrivain, mais après cette perte, Edmond a publié plusieurs romans et le Journal des Goncourt.
Leur Journal a inspiré Marcel Proust, qui les pastichera dans Le Temps retrouvé publié en 1927. Proust recevra d'ailleurs le prix Goncourt pour À l'ombre des jeunes filles en fleurs, en 1919.

## L'Académie Goncourt
Le testament olographe d'Edmond comporte deux clauses notables : la création de l'Académie Goncourt et la dispersion (par vente) de l'importante collection d'art des deux frères qu'abritait le 53 avenue Montmorency. Les fonds tirés de la vente constituent la première trésorerie de la jeune Académie Goncourt.
Le but de l'Académie Goncourt était de proposer un contrepoint exact à l'Académie française, devant aider à l'éclosion des talents. Elle couronnera, non des auteurs célèbres, mais de jeunes écrivains, "ni grand seigneur, ni hommes politiques". Edmond de Goncourt fait de l'Académie Goncourt le légataire de sa fortune, ses collections et ses droits d'auteur, et les auteurs primés se verront remettre une pension annuelle de 6 000 francs, devant ainsi éviter à ceux-ci la nécessité de dissiper leur temps et talent "dans le travail d'un ministère ou dans les œuvres basses du journalisme" qu'avait tant répugnés Edmond et dont il s'était sorti par un héritage opportun, conscient que tous les auteurs de talent ne partageraient pas sa chance.

## Néologismes et apports lexicaux à la langue française
Dans l'écriture, les frères Goncourt n'hésitent pas à enchaîner les néologismes pour mieux refléter le réel : ils sont « anecdotiers », amateurs de « jolités », et autres trouvailles ("Figarotin" pour les abonnés du Figaro; "lècheculatif"; "criticule"; "poulomanie" (amour des volailles), "bibeloteur", "cuphage", "dinderie".) Leur complicité les pousse même à s'auto-désigner par le nom de « Juledmond » Si les frères Goncourt se distinguaient par leur usage fréquent de néologismes, une partie est toutefois passée à la postérité dans la langue courante. Ainsi, ils sont — entre autres —, à l'origine des mots « réécriture », « informulé », « scatologique », « mécanisation », « talentueux », ou rendent notoires des mots tels que « américanisation », « déraillement » (au sens figuré), « foultitude » ,.

## Les Goncourt et le "japonisme"
Outre leurs incursions dans les milieux culturels littéraires, les frères Goncourt sont aussi de grands collectionneurs d'objets et d'art toute leur vie durant. Leur collection commune, commencée à l'adolescence (vers 1838) rassemble des périodes et des genres éclectiques. D'abord constituée par des pièces d'art décoratif du XVIIIe siècle, elle s'oriente ensuite (dans les années 1860) vers l'art asiatique (porcelaine chinoise, estampes japonaises). Leur engouement pour les arts asiatiques correspond au japonisme de la fin du siècle.Sous l'influence de leur oncle Armand de Courmont, qui fabriquait des meubles asiatiques, les frères Goncourt collectionnaient bronzes, laques et albums japonais. Leur fascination fait écho à celle qu'ils nourrissent pour le XVIIIe siècle français: dépaysement et antithèse de l'Europe matérialiste. Ils se prennent de passion pour le Japon, ses mœurs qui font passer par comparaison les Européens pour des dépravés, fréquente le marchand d'art Hayashi, Cernuschi et Guimet. Edmond de Goncourt rédige un Art japonais du XVIIIe siècle, avec l'aide d'Hayashi, il écrit sur Hokusai, Outamaro. Rodin applaudit son travail de recherche, Verlaine lui dédie un poème, Louis II de Bavière s'enquiert sur ses meubles orientaux. Fort de cette "japonaiserie" précoce, Edmond se pose comme le premier propagateur de l'art japonais" en Europe, même si dès l'exposition universelle de 1867, le Japon avait commencé à susciter l'intérêt des collectionneurs français pour cette civilisation.

## Des écrivains réactionnaires "d'un type particulier"
Les frères Goncourt abhorrent la Révolution française et entendent ressusciter dans leurs écrits l'époque de l'Ancien Régime : selon leur biographe Pierre Ménard, ils « tendent au fil du temps à s’identifier à des survivants de ces temps révolus ». Pierre Ménard les présente comme « fiers de leur supériorité sociale » quoique lucides sur la fragilité de leur noblesse, ayant « sincèrement peur de la foule » : « Certaines de leurs pages sont très dures envers le peuple. Dès leurs jeunes années, juste avant 1848, ils confient dans leurs lettres leur peur que le socialisme triomphe et qu’une nouvelle révolution éclate, dont les victimes ne seraient plus les nobles, mais les bourgeois. Plus tard, en 1871, Edmond se réjouit en voyant tous les communards massacrés. […] Mais au-delà de leur peur bourgeoise des rouges, perce effectivement une haine artistique du commun, ontologiquement vulgaire et donc ennemi des arts ».
Éditeur des œuvres complètes des frères Goncourt, Jean-Louis Cabanès les décrit comme « des réactionnaires d'un type particulier » : « Agnostiques, ils ne se réclament pas, à la différence de la plupart des antimodernes au XIXe siècle, du catholicisme mais d'un XVIIIe siècle fantasmé. Leur misogynie est celle d'écrivains célibataires comme Huysmans, Flaubert ou Maupassant ; elle se comprend mieux si l'on se réfère à l'antinaturalisme de Baudelaire ou aux écrivains qui, dans les générations suivantes, s'affirmeront schopenhaueriens ». Pierre Ménard note que leur misogynie cède le pas quand ils évoquent les femmes du XVIIIe siècle, telles que Marie-Antoinette, Mailly-Nesle, Pompadour, du Barry.
Globalement misanthrope, comme le décrit Pierre Ménard, "détest[a]nt Napoléon III, les Juifs, les femmes, les parvenus, les pédérastes, la bohème, la République, les grenouilles de bénitier et les chats de gouttière, les heureux et les malheureux du monde, les gens passés et à venir. Autant dire qu'à part eux-mêmes, rares sont ceux qui auront trouvé grâce à leurs yeux". Il ajoute: "Pour leurs lecteurs - honnis mais espérés nombreux- ils ne seront pas les sauveurs du trône ou de l'autel, les pourfendeurs de l'injustice, les défenseurs de la veuve et de l'orphelin, mais d'odieux Alceste en robe de chambre remettant en cause depuis leur repaire gorgé d'œuvres d'art la famille, leur pays, Zola, Dieu même, mais jamais leur talent".

## Antisémitisme
Les frères Goncourt font montre d’antisémitisme dès les années 1850, reprenant notamment les dénonciations de Louis Veuillot lors de l’affaire Mortara ; ces propos ne relèvent alors pas de l'obsession et cohabitent avec l'expression de sympathie pour la religion juive, l'historien Michel Winock proposant de les qualifier « d’ordinaire, de banal, sans outrances ». Les déclarations antisémites d'Edmond de Goncourt se multiplient à partir des années 1880, notamment au contact d'Édouard Drumont qu'il rencontre par l’intermédiaire d'Alphonse Daudet et avec qui il se lie d'amitié. Selon Michel Winock, « le point d’orgue du combat antisémite d’Edmond de Goncourt est l’adaptation [au théâtre] du roman Manette Salomon, écrit avec son frère en 1867 », dont la première est donnée le 29 février 1896. Ce roman reprend le thème antisémite de la Belle Juive, Manette Salomon, qui détruit l'art de son mari. De teneur antisémite, la pièce se voit saluée par La Libre Parole de Drumont alors que le reste de la presse est sévère et que la pièce rencontre peu de succès.
Michel Winock résume ainsi :

« Respectueux, selon leur dire, de la royauté, de la papauté, de la noblesse, de l’Ancien Régime, ennemis de l’égalité et de la « religion républicaine », méprisant le Bourgeois, les Goncourt ont fait du Juif le symbole de leur détestation aristocratique. Le Juif n’est pas un être humain, mais un « juif », c’est-à-dire la personnification de leur dégoût d’esthète. Les catholiques avaient déjà de longue date fait des Juifs un peuple « déicide ». Des socialistes comme Fourier, Toussenel ou Proudhon, avaient déjà confondu le Juif et la Banque, au cours de la première moitié du XIXe siècle. Les Goncourt ont ajouté à cette construction la note de L'Art pour l'art : après le chrétien et l’ouvrier, un autre acteur social est érigé en victime de l’ordre imaginaire antisémite, l’artiste. »

Selon Jean-Louis Cabanès :

« Pour les Goncourt, le juif est associé à l'argent. Ce n'est pas la religion qui est mise en cause, mais une « race » qu'ils déclarent intrusive et dominatrice. Leur antisémitisme est le pendant raciste d'une essentialisation des classes sociales. Sans que cela puisse tenir lieu de compensation, les deux frères ont de la sympathie pour ceux qui ne connaissent pas « la canaillerie du succès ». »

Selon Pierre Ménard :

« Peut-être faut-il donc plutôt voir leur rejet absolu des Hébreux comme un pendant du mépris plus général de la société contemporaine, les Juifs incarnant aux yeux des Goncourt chacun des maux qui accablent la France : la République, l'argent, le cosmopolitisme, la négation de l'art pour l'art. (...) Tenant d'une « haine de la race juive toute platonique », liée à la crainte que « cette race qui a, incontestablement, des aptitudes très supérieures aux races aryennes pour gagner de l'argent, pour conquérir le capital » ne finisse par reprendre le contrôle du pays. »

## Notes et références

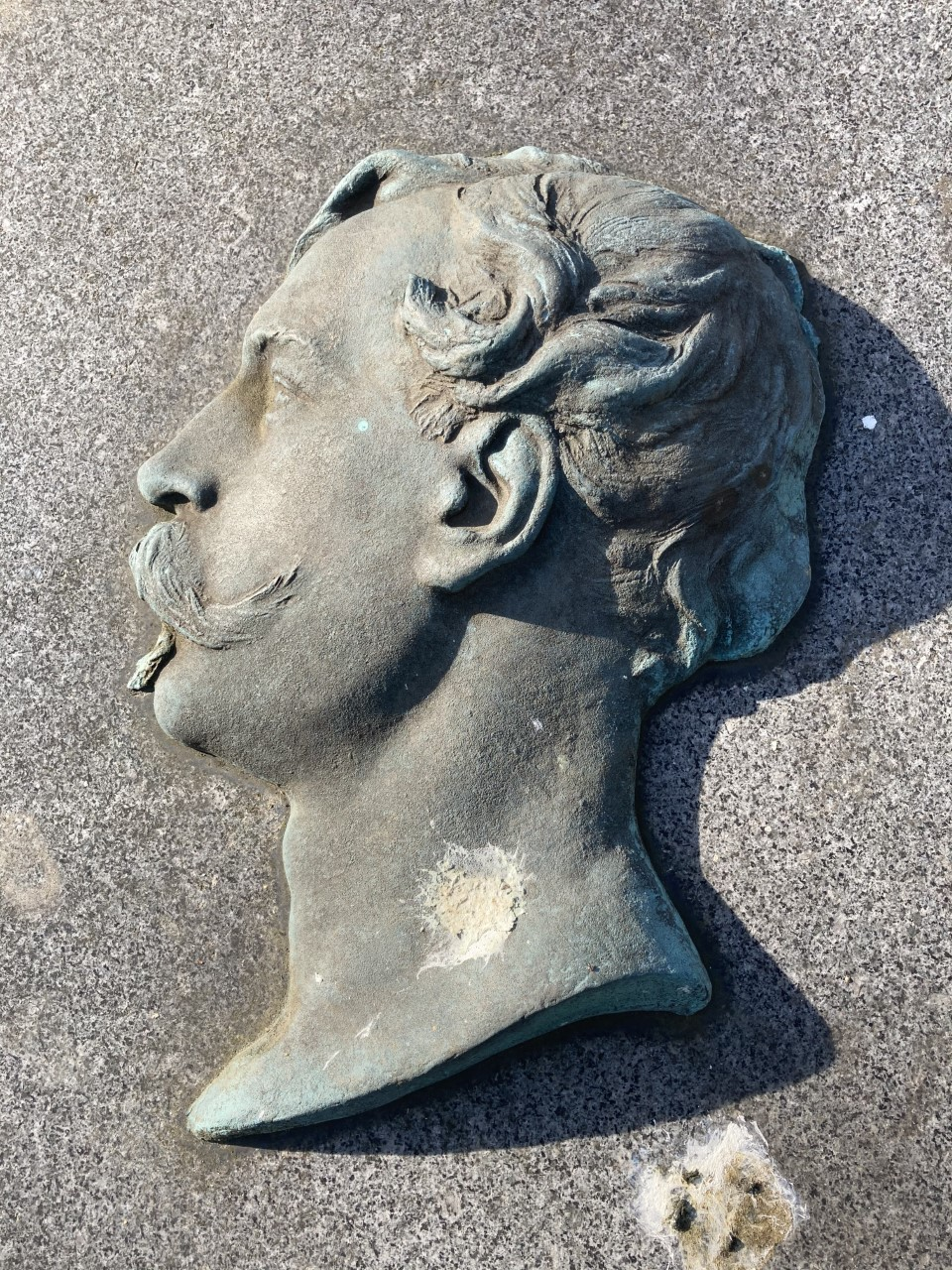
Profil de Jules de Goncourt sur sa tombe.